# 597년

## 연호
- 수(隋) 개황(開皇) 17년
- 신라(新羅) 건복(建福) 14년

## 기년
- 수(隋) 문제(文帝) 17년
- 신라(新羅) 진평왕(眞平王) 19년
- 고구려(高句麗) 영양왕(嬰陽王) 8년
- 백제(百濟) 위덕왕(威德王) 44년

## 사건
- 신라, 원광법사가 세속 5계 전함.